# Tornei di tennis femminili nel 1900
Prima della nascita del WTA Tour, ossia l'apertura alle tenniste professioniste dei tornei che prima di quell'anno erano riservati alle tenniste dilettanti, tutti gli eventi più importanti erano amatoriali, tra questi c'erano i tornei del Grande Slam: il Campionato francese di tennis, il Torneo di Wimbledon e gli U.S. National Championships.

## Gennaio
Nessun evento

## Febbraio
Nessun evento

## Marzo
Nessun evento

## Aprile
Nessun evento

## Maggio
Nessun evento

## Giugno
| Settimana | Torneo                                                              | Vincitore                                  | Finalista                  | Semifinalisti | Eliminati ai quarti |
| --------- | ------------------------------------------------------------------- | ------------------------------------------ | -------------------------- | ------------- | ------------------- |
| giugno    | Campionato francese di tennis 1900 Parigi, Francia Singolare        | Hélène Prévost                             |                            |               |                     |
| 16 giugno | Kent Championships 1900 Beckenham, Gran Bretagna Singolare - Doppio | Edith Greville 6-1 6-3                     | Muriel Robb                |               |                     |
| 16 giugno | Kent Championships 1900 Beckenham, Gran Bretagna Singolare - Doppio |                                            |                            |               |                     |
| 23 giugno | U.S. National Championships 1900 Filadelfia, USA Singolare - Doppio | Myrtle McAteer 6-2, 6-2, 6-0               | Edith Parker               |               |                     |
| 23 giugno | U.S. National Championships 1900 Filadelfia, USA Singolare - Doppio | Edith Parker Hallie Champlin 9-7, 6-2, 6-2 | Marie Wimer Myrtle McAteer |               |                     |

## Luglio
| Settimana | Torneo                                                                    | Vincitore                     | Finalista        | Semifinalisti | Eliminati ai quarti |
| --------- | ------------------------------------------------------------------------- | ----------------------------- | ---------------- | ------------- | ------------------- |
| 4 luglio  | Torneo di Wimbledon 1900 Londra, Gran Bretagna Singolare                  | Blanche Bingley 4-6, 6-4, 6-4 | Charlotte Cooper |               |                     |
| 11 luglio | Tennis ai Giochi della II Olimpiade Parigi, Francia Terra rossa Singolare | Charlotte Cooper 6-1 6-4      | Hélène Prévost   |               |                     |
| 11 luglio | Tennis ai Giochi della II Olimpiade Parigi, Francia Terra rossa Singolare |                               |                  |               |                     |

## Agosto
Nessun evento

## Settembre
Nessun evento

## Ottobre
Nessun evento

## Novembre
Nessun evento

## Dicembre
| Settimana   | Torneo                                                                        | Vincitore                                          | Finalista              | Semifinalisti | Eliminati ai quarti |
| ----------- | ----------------------------------------------------------------------------- | -------------------------------------------------- | ---------------------- | ------------- | ------------------- |
| 26 dicembre | New Zealand Championships 1900 Christchurch, Nuova Zelanda Singolare - Doppio | Kathleen Mary Nunneley 6-0 6-3                     | M. Simpson             |               |                     |
| 26 dicembre | New Zealand Championships 1900 Christchurch, Nuova Zelanda Singolare - Doppio | Miss Lean Kate Nunneley 6-0 6-3                    | O. Gore Mrs Marshbanks |               |                     |
| 26 dicembre | New Zealand Championships 1900 Christchurch, Nuova Zelanda Singolare - Doppio | Doppio misto: Kate Nunneley Francis Fisher 6-2 7-5 | M. Kennedy F. Laishley |               |                     |